# Toni Nieminen
Toni Markus Nieminen (Lahti, 31 de mayo de 1975) es un deportista finlandés que compitió en salto en esquí. 
Participó en dos Juegos Olímpicos de Invierno, en los años 1992 y 2002, obteniendo tres medallas en Albertville 1992, dos de oro, en las pruebas de trampolín grande individual y por equipo (junto con Ari-Pekka Nikkola, Mika Laitinen y Risto Laakkonen), y bronce en trampolín normal individual.

## Palmarés internacional
| Juegos Olímpicos | Juegos Olímpicos      | Juegos Olímpicos  | Juegos Olímpicos |
| Año              | Lugar                 | Medalla           | Prueba           |
| ---------------- | --------------------- | ----------------- | ---------------- |
| 1992             | Albertville (Francia) | Medalla de oro    | TG individual    |
| 1992             | Albertville (Francia) | Medalla de oro    | TG por equipos   |
| 1992             | Albertville (Francia) | Medalla de bronce | TN individual    |